# J.P. Bachem Verlag
Der 1818 gegründete J.P. Bachem Verlag ist in Köln beheimatet. Die Themenschwerpunkte des Verlagshauses bilden Kinderbücher, Reise und Freizeit sowie Architektur und Geschichte. Der Buchverlag befindet sich unter der Leitung des Geschäftsführers und Verlegers Claus Bachem im Familienbesitz.

## Firmengeschichte

### Gründung und Entwicklung im 19. Jahrhundert

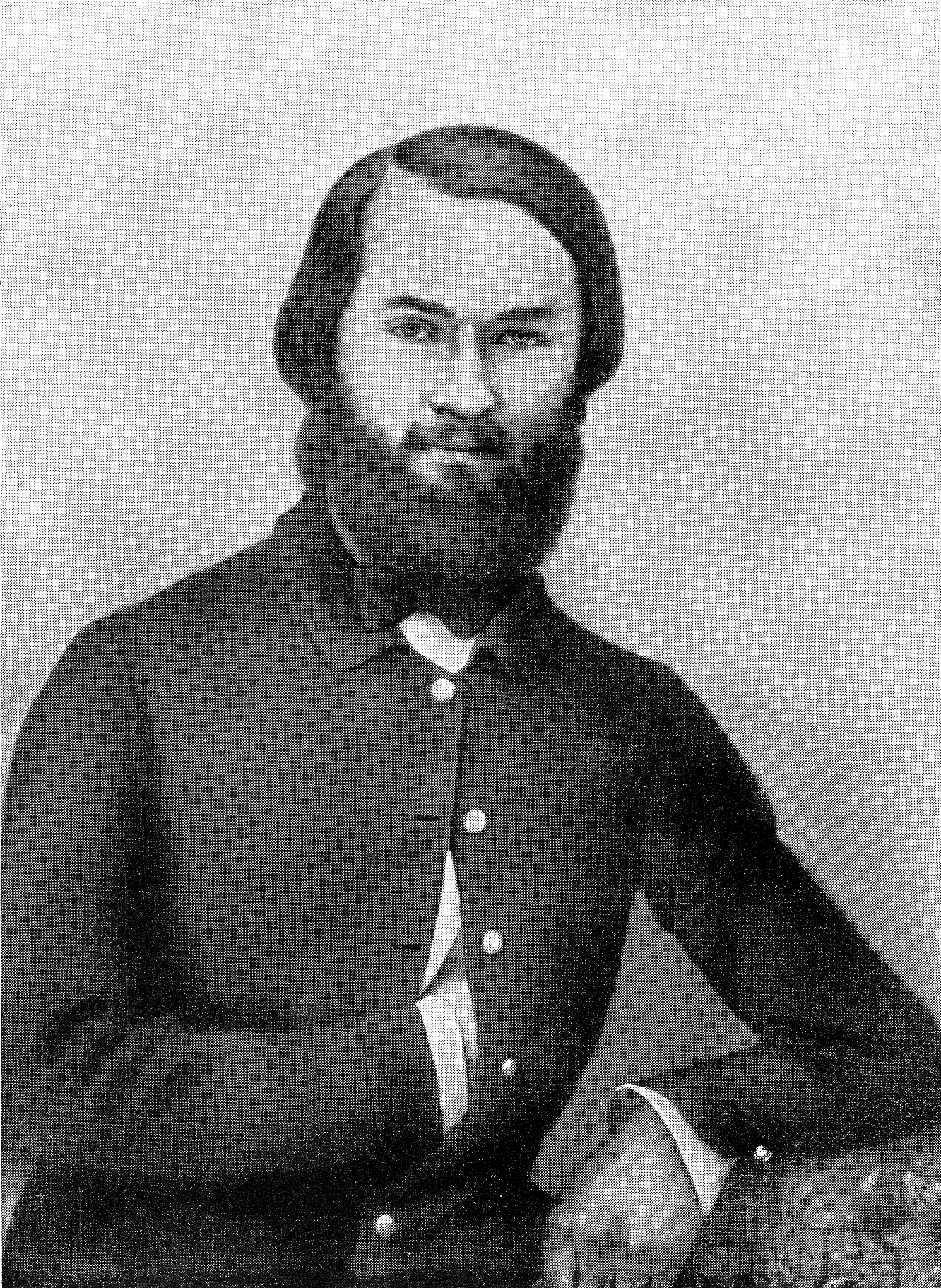
Porträt des Gründers Johann Peter Bachem ca. 1810

Der namensstiftende Gründer des Verlags war Johann Peter Bachem. Zusammen mit seinem Freund Marcus DuMont, Gründer der heutigen DuMont Mediengruppe, eröffnete er 1815 eine Buchhandlung. Im Jahr 1818 machte er sich selbstständig und gründete am 4. Mai desselben Jahres in der Kölner Hohe Straße den J.P. Bachem Verlag.
Obwohl Johann Peter Bachem bereits vier Jahre später im Alter von 37 Jahren verstarb, gewann der Verlag, der bis dahin um eine Druckerei erweitert wurde, unter der Leitung seines Bruders Lambert Bachem zunehmend an Bedeutung.
Trotz des sich verschärfenden Konfliktes zwischen der katholischen Kirche und der preußisch-protestantischen Regierung veröffentlichte der Verlag ab den 1840er Jahren vermehrt katholische Schriften. Der Versuch Lambert Bachems, eine von Kirche und Klerus unabhängige, politische Tageszeitung mit katholischer Prägung zu etablieren, scheiterte aber vorerst. Erst seinem Sohn Joseph Bachem gelang es 1860 mit den „Kölnischen Blättern“ eine Zeitung ins Leben zu rufen, die den Vorstellungen seines Vaters gerecht wurde. Die „Kölnischen Blätter“ wurden 1869 in „Kölnische Volkszeitung“ umbenannt. In den folgenden Jahren weitete sich die Leserschaft der Zeitung zunehmend aus. Im Laufe der Zeit expandierte das Blatt zur führenden katholischen Tageszeitung im Westen des Kaiserreichs.
Gegen Ende des 19. Jahrhunderts erweiterte der Verlag seine Räumlichkeiten. 1902 erstreckten sich Verlag, Setzerei und Druckerei auf 2600 Quadratmetern in der Marzellenstraße in Köln. Um die Jahrhundertwende ergänzte der Buchverlag sein Profil um Jugendliteratur, Schulbücher, Kunstbände und heimatkundliche Werke.
Das katholisch geprägte Familienunternehmen erwies sich zudem hinsichtlich seiner sozialen Verantwortung als fortschrittlich: Schon 1824 wurde eine Hauskrankenkasse für Mitarbeiter eingerichtet – mehr als 50 Jahre vor der Einführung der gesetzlichen Krankenversicherung im deutschen Kaiserreich 1883.

### Erster Weltkrieg und Folgezeit
1914 erreichte die „Kölnische Volkszeitung“ eine Auflage von 30.000 Stück pro Tag. Nach Ausbruch des Ersten Weltkriegs standen mehr als 30 % aller Mitarbeiter des Unternehmens im Feld. Der J.P. Bachem Verlag unterstützte die Familien der Soldaten mit Hilfszahlungen und beschäftigte zum ersten Mal auch Frauen in der Druckerei. Zusätzlich verlegte J.P. Bachem nun eine Frontausgabe der „Kölnischen Volkszeitung“ und sammelte Gelder für den Bau eines „Kapellenautos“, um Gottesdienste an der Front abhalten zu können.
1920 trennte sich der Verlag von der „Kölnischen Volkszeitung“, die trotz der wirtschaftlich unruhigen Zeiten der 20er Jahre ihren Abonnentenstamm von 28.000 Personen halten konnte. 1941 wurde das Blatt schließlich verboten.

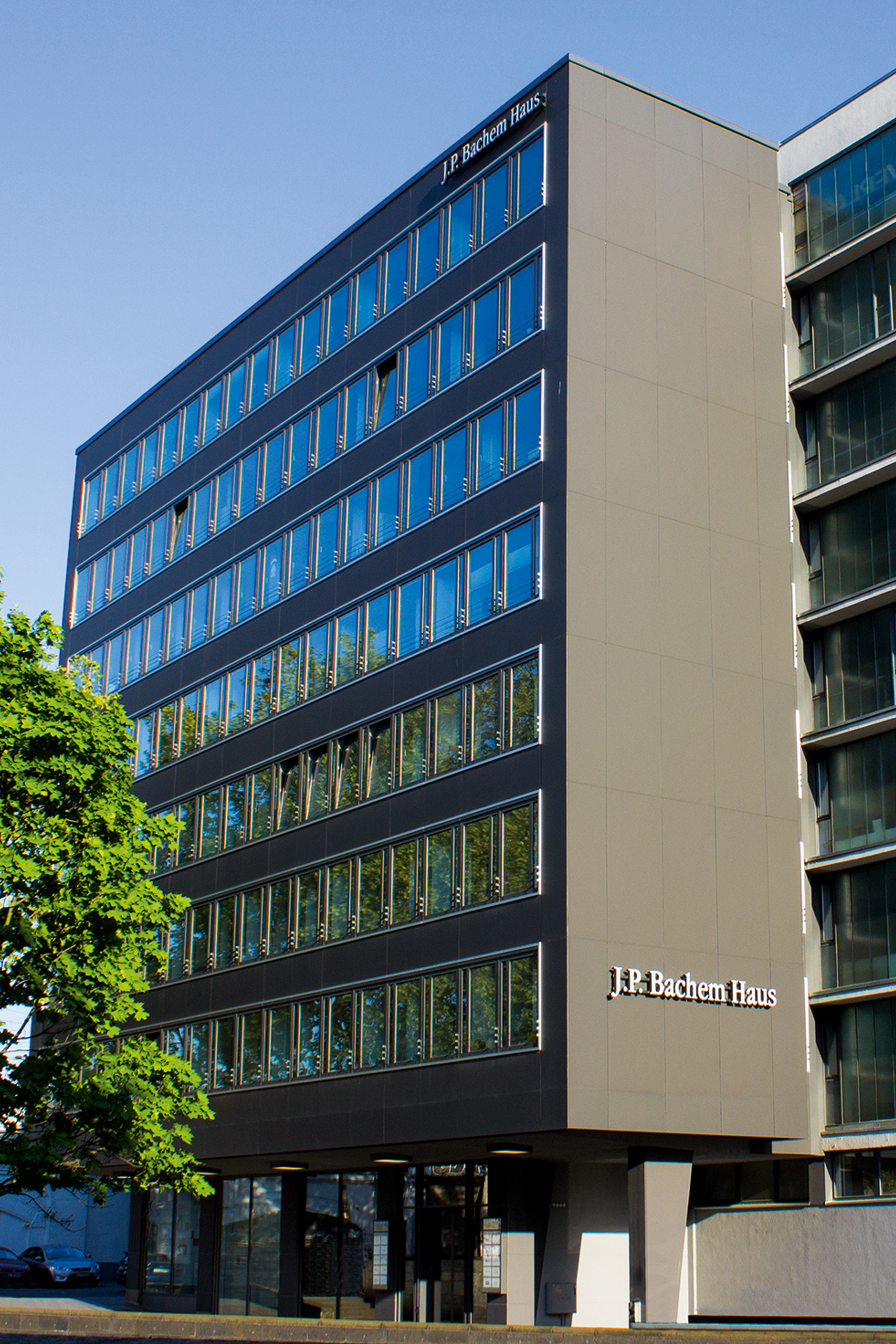
J.P. Bachem-Haus in Köln 2018

### NS-Diktatur und Zweiter Weltkrieg
Die nach wie vor katholische Prägung des Verlagshauses, die fehlende Bereitschaft zur Kooperation mit der NSDAP und zusätzliche ideologische Differenzen bescherten J.P. Bachem regelmäßige Hausdurchsuchungen der Gestapo sowie Papierlieferstopps und Auslieferungsverbote.
1943 erfolgte im Rahmen der großangelegten Bombardements auf Köln im Zweiten Weltkrieg die vollständige Zerstörung des Betriebsgebäudes, der Druckerei und des Verlags. Nach Ende des Krieges erteilten die Besatzungsmächte dem Verlag aufgrund seiner nachweislich kritischen Haltung gegenüber der NS-Diktatur früh eine Drucklizenz sowie Zugang zu Papier und Farbe. Damit konnte das Unternehmen schnell den Wiederaufbau sowie eine Neupositionierung auf dem Markt in Angriff nehmen.

### Nachkriegszeit bis heute
In der Nachkriegszeit konzentrierte sich der J.P. Bachem Verlag zunächst auf altbewährte Themen. Mit der Kirchenzeitung für das Erzbistum Köln und weiteren kirchlichen und kulturellen Publikationen konnte der Wiederaufbau gesichert werden. Doch bereits ab den 1960er Jahren wurde der Schwerpunkt des Verlags auf andere Bereiche gelenkt: Regionalliteratur sowie die Kölsche Mundart wurden zu zentralen Themen des Programms. Zusätzlich verlegte Bachem Fach- und Arbeitsbücher sowie geisteswissenschaftliche, besonders theologische Werke. So veröffentlichte Joseph Ratzinger, der spätere Papst Benedikt XVI, einige seiner Publikationen bei Bachem.
Im Jahr 2010 löste sich der J.P. Bachem Verlag von der Firmengruppe J.P. Bachem ab und wird seitdem von Geschäftsführer Claus Bachem als eigene Gesellschaft fortgeführt. Heute liegt der Schwerpunkt des Verlags auf regionaler und überregionaler Reise- und Freizeitliteratur sowie auf Bilder- und Sachbüchern für Kinder. Zudem zählen sowohl E-Books als auch Hörbücher, Apps und GPS-Daten zum Programm.

## Programm
Das Programm des J.P. Bachem Verlags ist vor allem von den Themen Reise und Freizeit, (regionale) Kultur und Religion, Geschichte, Architektur und Kinderunterhaltung geprägt.

### Kinderbuchprogramm
Das Kinderbuchprogramm des J.P. Bachem Verlags beinhaltet überwiegend unterhaltende Bilder-, Vor- und Erstlesebücher, aber auch Sachbücher und Texte für Jugendliche bis 12 Jahre.

#### Wimmelbilderbücher
Charakteristisch für den J.P. Bachem Verlag sind Wimmelbildbücher. Sie entstehen zu einem großen Teil in Kooperation mit verschiedenen Organisationen, wie zum Beispiel Fußballvereinen, Krankenhäusern, Zoos oder der Deutschen Bahn.

#### Sachbücher
Die Sachbuchreihe „Bachems Wissenswelt“ richtet sich an Kinder ab acht Jahren und behandelt verschiedene regionale wie überregionale Themen. Unter dem Titel „Wie geht das?“ werden Zoos, Sportvereine oder Stadtbezogene Themen wie Polizei und Feuerwehr beleuchtet. Die größten Sachbuchprojekte entstehen in Zusammenarbeit mit verschiedenen Städten: Titel wie „Köln – Wie geht das?“ und „Mönchengladbach – Wie geht das?“ erscheinen sowohl für den Buchhandel wie auch als Schulbuch-Version für Drittklässler.

#### Kinderbuchreihen
Neben Einzelpublikationen werden im Kinderbuchprogramm des Verlags auch Buchreihen veröffentlicht. Dazu gehören die „Ströppche“-Reihe, die „Ana Ana“-Reihe sowie die „Herr Panda“-Reihe.

### Programm für Erwachsene
Das Buchprogramm für Erwachsene gestaltet sich im J.P. Bachem Verlag aus den Themen Reise und Freizeit, Geschichte und Architektur sowie Religion und Kultur.

#### Reise und Freizeit
Schwerpunkt der Reise- und Freizeitführer sind Touren im Rheinland, der Eifel, im Westerwald und im Bergischen Land sowie rund um die Flüsse Mosel, Sieg und Ahr. Zudem veröffentlicht der J.P. Bachem Verlag auch in der Reiseliteratur Buchreihen wie zum Beispiel „Mit dem Fahrrad“ und „Jakobswege“.

#### Geschichte und Architektur
Die Themenschwerpunkte der Geschichts- und Architekturpublikationen bilden vor allem Kunst-, Religions-, Wirtschafts-, Architektur- und Stadtgeschichte.
Die in diesem Schwerpunkt erschienene Buchreihe „Kleine illustrierte Geschichte“ umfasst mehrere Bände über Wirtschaft, Kirche, Kunst- und Architekturgeschichte sowie die allgemeine Geschichte der Stadt Köln und erscheint seit 1911 im J.P. Bachem Verlag.
Auch die Reihe „Drunter und Drüber – Schauplätze Kölner Geschichte“ umfasst drei Bände und widmet sich geschichtsträchtigen Orten Kölns.

#### Religion und Kultur
In dieser Rubrik werden vornehmlich Einzelbände veröffentlicht, die sich mit der Katholischen Kirche beschäftigen. Themen bilden zum Beispiel Geschichte, Bauwerke und bedeutenden Persönlichkeiten der Kirche. Ein breiteres Publikum wurde unter anderem mit der kölschen Ausgabe des Evangeliums erreicht. Eine weitere Reihe dieser Rubrik sind die Bücher „Wege im Sternenlicht“.

### Periodika
Traditionell erscheint die Kirchenzeitung für das Erzbistum Köln unter dem Dach von J.P. Bachem Medien. Außerdem erscheint vier Mal jährlich die Fachzeitschrift für Kirche und Friedhof unter dem Titel Die Auslese.